# باشگاه فوتبال کیرکلی و پاکفیلد
باشگاه فوتبال کیرکلی و پاکفیلد (به انگلیسی: Kirkley & Pakefield Football Club) یک باشگاه فوتبال در شهر کیرکلی، کشور انگلستان است که در سال ۱۸۸۶ میلادی تأسیس شده‌است.